# Albonectria rigidiuscula
Albonectria rigidiuscula es un hongo patógeno de plantas. La forma asexual (anamorfo) de A. rigidiuscula, el hongo Fusarium decemcellulare, está asociada con el marchitamiento de inflorescencias y la necrosis vascular en cultivos de árboles frutales como el mango, el longan y el rambután. F. decemcellulare causa una enfermedad conocida como "cushion gall" (agalla en cojín) en Theobroma cacao y otros árboles tropicales.